# Baja
Baja [ˈbɒjɒ] (deutsch Frankenstadt) ist eine Stadt mit Komitatsrecht in Südungarn an der Donau und deren Nebenarm Sugovica gelegen. Der Tourismus und die Fischerei spielen in Baja eine große Rolle.

## Lage
Baja liegt im Komitat Bács-Kiskun, 156 Kilometer südlich von Budapest und nördlich des Dreiländerecks Ungarn–Kroatien–Serbien. Baja ist Verwaltungssitz des gleichnamigen Kreises. Die Stadt liegt am nördlichen Rand der Batschka.

## Geschichte
Im Jahr 1318 wurde Baja erstmals urkundlich erwähnt. 1712 siedelten sich die ersten deutschen Kolonisten an, die Donauschwaben. Noch im Jahre 1946 waren 2304 Einwohner deutschstämmig, also rund 15 Prozent der Gesamteinwohner.
Am 17. September 1944 griffen Flugzeuge der US Air Force die Eisenbahn-Donaubrücke von Baja an.

## Sehenswürdigkeiten
Die in den 1840er Jahren erbaute Synagoge von Baja wird heute als Stadtbibliothek genutzt.
Die Pfarrkirche St. Peter und Paul wurde 1722 erbaut und erhielt 1765 einen barocken Hochaltar.
Das Ferenc-Miskolczy-Hausmuseum, bekannt als Bagolyvár („Eulenschloss“), ist das ehemalige Wohnhaus des Malers Ferenc Miskolczy (1899–1994). Die Sammlung enthält Objekte zur Kulturgeschichte der Stadt aus den Jahren zwischen 1920 und 1990.
Das István-Türr-Museum, benannt nach dem Politiker István Türr (1825–1908), in Nord-Batschka zeigt Gegenstände aus der Geschichte der Region.

## Veranstaltungen
Jährlich findet am zweiten Wochenende im Juli ein Volksfest statt, bei dem in mehr als 2000 Kesseln über offenem Feuer Fischsuppe für weit über 20.000 Personen gekocht wird.

## Söhne und Töchter der Stadt
- Pavel Đurković (1772–1830), Maler
- Karl Isidor Beck (1817–1879), Dichter
- Wilhelm Beck (1822–1862), Zeichner
- Imrich Bende (1824–1911), Bischof
- István Türr (1825–1908), Aufständischer und Politiker
- Joseph Perles (1835–1894), Rabbiner
- Leopold Schulhof (1847–1921), österreichisch-französischer Astronom
- Johann von Nostitz-Rieneck (1847–1915), Feldmarschalleutnant
- Alexander Nehr (1855–1928), Kunstschlosser und Kunstschmied
- Juliane Déry (1864–1899), Schriftstellerin
- József Balassa (1864–1945), Philologe
- Eduard „Ede“ Telcs (1872–1948), Bildhauer und Medailleur
- Győző Halmos (1889–1945), Turner
- József Ijjas (1901–1989), Geistlicher
- István Lang (1933–2007), Radrennfahrer
- Emmerich Schwemlein (* 1950), Politiker (SPÖ)
- Viktoria Eschbach-Szabo (* 1956), Japanologin und Sprachwissenschaftlerin
- Péter Disztl (* 1960), Fußballtorhüter
- Ferenc Berkes (* 1985), Schachspieler
- Tamás Kazi (* 1985), Mittelstreckenläufer
- Renata Koch (* 1985), Triathletin
- Ágnes Czingulszki (* 1987), Journalistin und Autorin
- Gábor Faldum (* 1988), Triathlet
- Marcell Pongó (* 1997), Basketballspieler
- Emma Nagy (* 1998), Jazzmusikerin

## Städtepartnerschaften

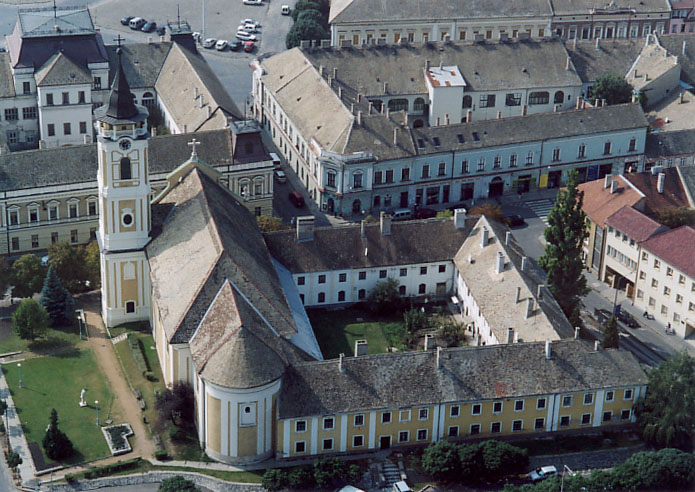
Franziskanerkloster (Kirche Antonius von Padua geweiht)

Es bestehen folgende Städtepartnerschaften:
- Argentan in Frankreich
- Biograd na Moru in Kroatien, seit 2016
- Hódmezővásárhely in Ungarn
- Labin in Kroatien
- Sângeorgiu de Pădure in Rumänien
- Sombor in Serbien
- Târgu Mureș in Rumänien
- Thisted in Dänemark
- Waiblingen in Deutschland

## Klima
|                        | Jan   | Feb   | Mär   | Apr  | Mai  | Jun  | Jul  | Aug  | Sep  | Okt  | Nov   | Dez   |   |       |
| Mittl. Temperatur (°C) | 0,2   | 2,0   | 6,4   | 11,7 | 16,6 | 20,0 | 21,8 | 21,7 | 16,9 | 11,9 | 6,4   | 1,0   | ⌀ | 11,4  |
| Mittl. Tagesmax. (°C)  | 3,7   | 6,5   | 12,1  | 18,5 | 23,3 | 26,8 | 28,8 | 29,0 | 23,5 | 17,8 | 10,5  | 4,1   | ⌀ | 17,1  |
| Rekordmaximum (°C)     | 18,0  | 21,1  | 25,5  | 35,0 | 36,0 | 39,6 | 46,4 | 40,4 | 37,2 | 29,1 | 27,2  | 20,1  | ᐃ | 46,4  |
| Mittl. Tagesmin. (°C)  | −3,1  | −2,4  | 0,9   | 5,0  | 9,8  | 13,3 | 14,8 | 14,5 | 10,4 | 6,1  | 2,3   | −1,8  | ⌀ | 5,9   |
| Rekordminimum (°C)     | −26,6 | −26,1 | −22,5 | −7,7 | −1,8 | 1,6  | 4,7  | 5,5  | −0,1 | −9,1 | −22,8 | −24,5 | ᐁ | −26,6 |
|                        |       |       |       |      |      |      |      |      |      |      |       |       |   |       |
| Niederschlag (mm)      | 75,1  | 39,7  | 34,4  | 37,2 | 67,3 | 70,4 | 78,1 | 62,7 | 79,6 | 60,9 | 47,3  | 48,9  | Σ | 701,6 |
|                        |       |       |       |      |      |      |      |      |      |      |       |       |   |       |
| Regentage (d)          | 7,3   | 8,2   | 6,8   | 7,8  | 10,5 | 8,9  | 7,7  | 7,2  | 7,8  | 7,4  | 8,9   | 9,2   | Σ | 97,7  |

| −3,1 |

| −2,4 |

| 0,9 |

| 5,0 |

| 9,8 |

| 13,3 |

| 14,8 |

| 14,5 |

| 10,4 |

| 6,1 |

| 2,3 |

| −1,8 |

| −3,1 |

| −2,4 |

| 0,9 |

| 5,0 |

| 9,8 |

| 13,3 |

| 14,8 |

| 14,5 |

| 10,4 |

| 6,1 |

| 2,3 |

| −1,8 |

| N i e d e r s c h l a g | 75,1 | 39,7 | 34,4 | 37,2 | 67,3 | 70,4 | 78,1 | 62,7 | 79,6 | 60,9 | 47,3 | 48,9 |
|                         | Jan  | Feb  | Mär  | Apr  | Mai  | Jun  | Jul  | Aug  | Sep  | Okt  | Nov  | Dez  |